# Дневная красавица
«Дневная красавица» (фр. Belle De Jour) — французский кинофильм 1967 года режиссёра Луиса Бунюэля, вольная экранизация одноимённого романа Жозефа Кесселя.
«Золотой лев» Венецианского кинофестиваля 1967 года.

## Сюжет
Главная героиня — буржуа-мазохистка Северина (Катрин Денёв), которая холодна по отношению к мужу, так как он не удовлетворяет её мазохистские потребности. Она постоянно видит сны, в которых муж истязает её, но в реальности он очень внимательный и любящий мужчина.
В конце концов, оказавшись не в силах больше терпеть свою неудовлетворённость, Северина устраивается работать в бордель, где она наконец-то может воплотить свои сексуальные фантазии. Но работать она может только днём, пока мужа нет дома, за что и получает прозвище «Дневная Красавица». Несмотря на ограничения во времени, она завоёвывает расположение множества клиентов. Один из них, демонически привлекательный и жестокий Марсель, покоряет её сердце. В результате её сознание и реальная жизнь претерпевают необратимые изменения.
В «Дневной красавице» Бунюэль чаще, чем в большинстве других своих фильмов, смешивает сон и явь, что обусловлено «двойной жизнью» главной героини, которая постоянно находится в плену фантазий. Долгое время грёзы и реальность отчётливо разделены (сны иначе сняты, а каждый такой эпизод предваряется звоном колокольчика экипажа), но в финальной сцене, которая допускает несколько интерпретаций, зритель уже не может определить, происходят ли события наяву или в мечтах, а экипаж из снов Северины проезжает прямо под окном.

## В ролях
- Катрин Денёв — Северина Серизи / Дневная Красавица
- Жан Сорель — Пьер Серизи
- Мишель Пикколи — Анри Юссон
- Женевьева Паж — мадам Анаис
- Маша Мериль — Рене Февре
- Франсиско Рабаль — Ипполит
- Пьер Клементи — Марсель
- Франсис Бланш — месье Адольф
- Франсуаза Фабиан — Шарлотта
- Мария Латур — Матильда
- Мюни — Паллас
- Клод Серваль — водитель

## Производство
В 1966 году франко-египетские продюсеры братья Хаким, нередко заказывавшие режиссёрам первого ряда фильмы с эротической начинкой, вышли на Бунюэля с предложением экранизировать роман Жозефа Кесселя «Дневная красавица». По словам режиссёра, этот роман показался ему довольно мелодраматичным, но удачно выстроенным, «позволяя внести в фильм повседневные грёзы Северины, главной героини фильма, и как можно лучше очертить портрет буржуазки-мазохистки». Работа над сюжетом, в который Жан-Клод Каррьер (постоянный сценарист Бунюэля) вставлял отсылки на маркиза де Сада, продолжалась несколько недель.
Роль Северины исполнила Катрин Денёв. Актриса согласилась на съёмки даже не дочитав сценарий. О причинах, по которым на эту роль была взята актриса, известная по романтическим мюзиклам, сведений нет; биограф режиссёра Джон Бакстер высказывал предположение, что Бунюэлю её навязали продюсеры. Дэвид Денби пишет, что именно совершенно не вязавшийся с окружением борделя образ Денёв, которая с её мертвенно-бледной кожей и в костюмах от Сен-Лорана была похожа на куклу, делает фильм таким запоминающимся. Сама актриса позднее отзывалась об этом опыте неоднозначно: признавая, что фильм был важным для её карьеры, она вспоминает, что ей пришлось обнажаться больше, чем она на то рассчитывала: «Временами я чувствовала, что меня используют». Эта роль вывела Денёв в ранг европейской кинозвезды.
Премьера «Дневной красавицы» состоялась во Франции 24 мая 1967 года. На Венецианском фестивале картина была удостоена высшей награды — Гран-при «Золотой Лев святого Марка». Автор литературной основы Жозеф Кессель, посмотрев картину, которая значительно отличалась от его романа, вышел с премьеры полный благодарности: под беспощадной жестокостью он уловил «настоящее захватывающее сострадание».
По словам самого Бунюэля, картина имела самый большой коммерческий успех из его фильмов, причём он объяснял этот успех «…скорее наличием в картине шлюх, чем режиссёрской работой». 

## Награды и номинации
- 1968 — премия «Бодил» за лучший европейский фильм (Луис Бунюэль)
- 1967 — награды «Золотой лев» и Pasinetti Award (за лучший фильм) на Венецианском кинофестивале
- 1969 — номинация на премию BAFTA лучшей актрисе (Катрин Денёв)